# Савково (Меленковский район)
 Савково  — населенный пункт в Меленковском районе Владимирской области. Входит в состав Тургеневского сельского поселения.

## Климат
Климат умеренно континентальный. Лето теплое. Зима в меру холодная. Ярко выражены весна и осень.

## Природные ресурсы
В окрестностях деревни произрастает широкое разнообразие видов сосудистых растений. Населенный пункт окружен смешанными лесами.

## История
Деревня впервые упоминается в писцовых книгах 1629-30 годов в составе Иговского прихода, в ней числились 5 дворов крестьянских жилых и «весьма много пустых».
В конце XIX — начале XX века деревня входила в состав Тургеневской волости Меленковского уезда, с 1926 года — в составе Усадской волости Муромского уезда. В 1926 году в деревне числилось 225 дворов. 
С 1929 года деревня являлась центром Савковского сельсовета Ляховского района, с 1954 года — в составе Селинского сельсовета, с 1963 года — в составе Меленковского района, с 2005 года — в составе Тургеневского сельского поселения.

## Население
| 1859 | 1897 | 1905 | 1926  | 2002 | 2010 | 2021 |
| ---- | ---- | ---- | ----- | ---- | ---- | ---- |
| 479  | ↗719 | ↗932 | ↗1168 | ↘253 | ↘179 | ↘171 |

## Инфраструктура
В деревне имеются дом культуры, отделение почтовой связи, магазин.